# Casa de Manuel Buxedas Aupi
La Casa de Manuel Buxedas Aupi, también denominado Confitería El Gurugú es un edificio estilo modernista del Ensanche Modernista de la ciudad española de Melilla situado en la calle General Pareja, 3 y forma parte del Conjunto Histórico Artístico de la Ciudad de Melilla, un Bien de Interés Cultural.

## Historia
Se construyó entre 1910 y 1911, según un primer proyecto firmado el 7 de diciembre de 1909 y aprobado el 21 de enero de 1910 de una planta, modificado con un segundo con otra más aprobado en enero de 1911, ambos del arquitecto Enrique Nieto, siendo esta su primera obra en Melilla, y muy posiblemente el motivo de su llegada a la ciudad, para Manuel Buxedas Aupi marido de Ángela Graupera.

## Descripción
Consta de planta baja y dos plantas. Está construido con paredes de mampostería de piedra local y ladrillo macizo, con vigas de hierro y bovedillas del mismo ladrillo.
De sus fachadas destacan las simples molduras, los balcones con rejerías curvas y los remates, así como la orla con la fecha de finalización del inmueble, 1911.